# Liste der Landeswasserstraßen in Sachsen-Anhalt
Die Liste der Landeswasserstraßen nennt alle Wasserstraßen, deren Last das Bundesland zu tragen hat. Grundlage ist in der Regel das jeweilige Landeswassergesetz.
Ergänzend gilt die Landesschifffahrts- und Hafenverordnung (LSchiffHVO).

## Strecken
| Wasserstraße                                                           | von                    | bis                        | Beschränkungen                                               |
| ---------------------------------------------------------------------- | ---------------------- | -------------------------- | ------------------------------------------------------------ |
| Saale                                                                  | Landesgrenze Thüringen | km 124,16 (Bad Dürrenberg) | geeigneter Tauchtiefen und Lichtraumprofile nicht garantiert |
| Unstrut                                                                | Landesgrenze Thüringen | Saale                      | geeigneter Tauchtiefen und Lichtraumprofile nicht garantiert |
| Arendsee                                                               |                        |                            | geeigneter Tauchtiefen und Lichtraumprofile nicht garantiert |
| Geiseltalsee im Bereich Südfeld                                        |                        |                            | geeigneter Tauchtiefen und Lichtraumprofile nicht garantiert |
| Großer Goitzschesee                                                    |                        |                            | geeigneter Tauchtiefen und Lichtraumprofile nicht garantiert |
| Kühns Loch (einschließlich des Übergangs zum Pareyer Verbindungskanal) |                        |                            | geeigneter Tauchtiefen und Lichtraumprofile nicht garantiert |
| Niegripper See und Durchstich zum Elbe-Havel-Kanal                     |                        |                            | geeigneter Tauchtiefen und Lichtraumprofile nicht garantiert |
| Tagebaurestloch Edderitz                                               |                        |                            | geeigneter Tauchtiefen und Lichtraumprofile nicht garantiert |
| Gröberner See (teilweise)                                              |                        |                            | geeigneter Tauchtiefen und Lichtraumprofile nicht garantiert |